# Pygmékäxa
Pygmékäxa (Etmopterus carteri) är en hajart som beskrevs av Springer och Burgess 1985. Pygmékäxa ingår i släktet Etmopterus och familjen lanternhajar.  Inga underarter finns listade i Catalogue of Life.
Arten förekommer i Karibiska havet. Den observeras främst framför Honduras och Colombia. Fisken vistas i områden som ligger 280 till 600 meter under vattenytan. Den maximala längden ligger vid 21 cm. Könsmognaden infaller när individen är 18 cm lång. Honor lägger inga ägg utan föder levande ungar.
Några exemplar kan hamna som bifångst i fiskenät vid fiske på arter av släktet Epigonus.IUCN kategoriserar arten globalt som livskraftig.